# Normal (winkel)
Normal is een keten van discountwinkels die voornamelijk houdbare voedingsmiddelen, verzorgingsproducten en schoonmaakproducten van toonaangevende merken verkoopt tegen gereduceerde prijzen. Het is aanwezig in verschillende Europese landen. De belangrijkste markten zijn Denemarken, Spanje, Finland, Frankrijk, Noorwegen, Nederland, Portugal en Zweden.

## Geschiedenis
Normal werd opgericht door Torben Mouritsen en Bo Kristensen en opende zijn eerste winkel in Silkeborg in april 2013. In 2017 breidde de keten internationaal uit en opende twee winkels in Noorwegen. In 2019 opende de keten zijn eerste winkels in Frankrijk, nadat het zich al had weten te vestigen in Noorwegen, Zweden en Nederland. Tegen augustus 2024 zal de keten 775 winkels hebben in heel Europa.

## Commerciële strategie
De winkels zijn gemiddeld 300 vierkante meter groot en de klanten volgen een vaste winkelroute. In tegenstelling tot andere hard discounters richt Normal zich op productpresentatie die niet alleen functioneel, maar ook aantrekkelijk en zelfs leuk is.
De keten heeft onlangs huismerkproducten geïntroduceerd (water, kauwgom, zakdoekjes, enz.) en verkoopt een assortiment merkproducten - waarvan sommige zeer bekend zijn - tegen afbraakprijzen, waarbij het aanbod elke week verandert. Het assortiment is heterogeen en richt zich op duurzame consumptiegoederen (met name snoepgoed), producten voor persoonlijke hygiëne en schoonmaakmiddelen. Het prijsniveau varieert afhankelijk van de koopkracht.
Bij Normal zijn er geen uitverkoopprijzen of kortingen gebaseerd op de huidige prijs van een item dat permanent in de winkel staat. Zolang een artikel in de winkel wordt verkocht, wordt het verkocht tegen een vaste prijs en, binnen elk land, tegen dezelfde prijs in alle winkels. Er is echter geen garantie dat klanten van week tot week hetzelfde product kunnen vinden. In dit opzicht spreekt het merk over een winkelervaring "die lijkt op een schattenjacht of een labyrint".
De strategie is om winkels te openen in drukbezochte gebieden, zoals winkelcentra en drukke winkelstraten. Het merk heeft geen e-commercesite en verkoopt al zijn producten in zijn eigen winkels.
Het merk adverteert voornamelijk op sociale netwerken en doet daarbij een groot beroep op influencers op de sociale netwerken TikTok, Instagram en Facebook.
Vanwege de gelijkenis van zijn productaanbod en bedrijfsmodel wordt Normal vaak vergeleken met zijn Nederlandse concurrent Action.